# 2MASS J12162161+4456340
2MASS J12162161+4456340 ist ein L5-Zwerg im Sternbild Jagdhunde. Er wurde 2007 von Kelle L. Cruz et al. entdeckt.